# Michail Lomonosov
Michail Vasiljevitj Lomonosov (Михаи́л Васи́льевич Ломоно́сов), född 19 november (8 enligt g.s.) 1711 i Misjaninskaja, död 15 april (4 enligt g.s.) 1765 i Sankt Petersburg. Lomonosov var en rysk vetenskapsman och universalgeni i upplysningstidens anda. Han är särskilt känd för att befäst den wolffianska filosofin i Ryssland.

## Biografi
Lomonosov föddes i Cholmogory i Archangelskprovinsen. Hans far var en fiskare och bonde som blivit en förmögen skeppsägare.
Lomonosov kom till Moskva där han 1731 började studera vid Slavisk-grekisk-latinska akademin. Efter fem års studier skickades han som statsstipendiat till Tyskland, där han studerade matematik och filosofi för Christian von Wolff i Marburg och kemi och metallurgi för Johann Friedrich Henckel i Freiberg. Vid sidan av ihärdiga studier förde han ett oregelbundet liv. Han gifte sig 1740 med Elisabet Kristina Zilch, en borgardotter i Marburg, blev tvungen att fly på grund av skulder, tog värvning som soldat och kom efter en äventyrlig flykt från en preussisk fästning åter till Ryssland 1741.
1742 blev han adjunkt i fysik och 1745 professor i kemi och fick 1748 finansiering till ett vetenskapligt laboratorium. Trots en flitig alkoholkonsumtion, som fick honom att hamna i många konflikter med de akademiska myndigheterna, lyckades han bedriva en mångsidig och i vissa avseenden epokgörande verksamhet.

## Verksamhet
Lomonosov lade grunden till den ryska vetenskapen och grundade Moskvauniversitetet 1755 (dess fullständiga namn är idag Moskvas statliga universitet uppkallat efter Lomonosov). Lomonosov var mångsidigt begåvad och verkade förutom inom skilda naturvetenskapliga fält även som poet, konstnär och historiker. Han kom att framlägga principerna för det moderna ryska språket. Han författade en bok om retorik (1748) och en rysk grammatik (1755, gavs ut i 14 upplagor) och en kortfattad rysk historiebok (1763). Han hade en stark tro på Rysslands storartade framtid och gick som språkforskare till samma nationella överdrifter som exempelvis Rudbeck i Sverige. I sin nationella överskattning hamnade han ofta i konflikt med de tyska akademikerna i Petersburg, särskilt Gerhard Friedrich Müller, och lyckades trycka ner dennes korrekta teorier om varjagernas skandinaviska ursprung.
Vidare kom han att ägna mycket tid åt natur- och skogsvård, vilket ledde till att Lomonosov grundade den första skogsutbildningen i Ryssland. Man kan läsa i arkiven för akademin för vetenskapen hur Lomonosov under ett möte den 4 maj 1752 tillsammans med geografen Stepan Krasjeninnikov hade satt upp ett antal kriterier på hur en vetenskaplig kurs i skogsvård i Ryssland skulle te sig för unga studenter. Han blev ledamot av svenska Vetenskapsakademien 1761. 1763 lade Lomonosov fram sin teori om att nordpolen var vatten. Hans teori om isbergs struktur står sig än idag. Flera orter är uppkallade efter Lomonosov, även hans födelseort som idag heter Lomonosov.

## Utmärkelser
Asteroiden 1379 Lomonosowa är uppkallad efter honom.
Undervattensryggen Lomonosovryggen i Norra ishavet är uppkallad efter honom.